# James Williams (évêque)
Pour les articles homonymes, voir James Williams (homonymie).
James William Williams (1825 - 20 avril 1892) était un Canadien de l'Église d'Angleterre prêtre, évêque et éducateur.
Né à Overton, Hampshire, Royaume-Uni, fils de David Williams et Sarah Eliza, Williams est diplômé du Pembroke College (Oxford) en 1851. Il a été ordonné diacre en 1852 et a reçu son ordination en tant que prêtre en 1855. Williams a immigré dans le Bas-Canada en 1857 lorsqu'il a été nommé recteur de la grammar school de Lennoxville, qui était fermée depuis trois ans à cause du manque d’élèves, recteur de la (Bishop's College School) et président de l'ancienne école sœur BCS King's Hall, à  Compton. En 1860, il est nommé professeur à Bishop's College, Lennoxville. En 1863, il est nommé quatrième évêque du Diocèse anglican de Québec. Son fils, Lennox, fut plus tard sixième évêque de Québec.

## Biographie
Il participa vigoureusement au développement du système scolaire public protestant au Québec et collabora avec sir Alexander Galt à la rédaction de l'article 93 de Actes de l'Amérique du Nord britannique qui confiait au Parlement la responsabilité de protéger la droits à l'éducation des minorités.